# Cavalieri neri (I Cavalieri dello zodiaco)
 I Black Saints (暗黒聖闘士?, Black Saint), o Cavalieri neri, sono dei personaggi dei manga e degli anime dell'universo fantastico de I Cavalieri dello zodiaco (Saint Seiya in originale), nato dal mangaka Masami Kurumada.
Sono una casta di Saint rinnegati che hanno deciso di utilizzare le loro abilità per fini personali (ambizioni e desiderio di potere). Per questa ragione sono stati abbandonati dalla Dea Atena, che li ha confinati sull'isola Death Queen (Isola della Regina Nera nel doppiaggio italiano). Come gli altri Saints, anche i Black Saints vestono un'armatura (o Cloth) ispirata alle costellazioni; nel loro caso le loro armature sono nere (e per questo sono chiamate in originale Black Cloths o Armature nere nel doppiaggio televisivo italiano) e copie identiche dei Bronze e Silver Cloth, che sono ispirate a costellazioni con latitudine intermedia tra quelle zodiacali e quelle polari.

## Caratteristiche
I Black Saints sono una casta particolare, formata da individui che, per un motivo o per un altro, non sono riusciti a conquistare una vera armatura, ma hanno comunque cosmo e poteri da Saint. Avendo deciso di utilizzare le loro capacità per fini personali e non per difendere la giustizia, sono stati ripudiati da Atena, che li ha confinati sulla Death Queen, un'isola vulcanica considerata come un inferno sulla Terra per le sue terribili e durissime condizioni di vita.
In quanto casta di rinnegati, i Black Saints non obbediscono né ad Atena né al Grande Sacerdote, ma seguono gli ordini di un capo che, come nel caso di Ikki e di Jango, è molto temuto e rispettato. Questo ruolo viene ottenuto con la forza, sconfiggendo e uccidendo il precedente per poi prenderne il posto. Un'altra figura sulla Death Queen è il guardiano, che nella serie classica è Guilty, che ha il compito di impedire con la forza ai Black Saints di allontanarsi dall'isola. Quando il guardiano è in vita, i Black Saints vivono rintanati nella metà più remota dell'isola. Una volta che il guardiano viene ucciso, però, i Black Saints sono liberi di allontanarsi dalla Death Queen.
Il rapporto tra i Black Saints e il Grande Tempio in condizioni normali è ostile, ma dipende comunque dalla persona che siede sul trono, come evidente durante il regno di Saga dei Gemelli, per il quale i Black Saints, almeno nell'anime, agiscono da sicari.
I Black Saints indossano armature che sono copie identiche delle corazze di bronzo e argento da cui prendono il nome. Si trovano sulla Death Queen e sono tra le armature più deboli, poiché vengono distrutte abbastanza facilmente. Possiedono le stesse armi e difese delle armature originali, ma non i poteri (ad esempio, le catene nere non percepiscono la presenza dei nemici, mentre il Black Cloth della Fenice nera non si riforma dopo essere stato distrutto). Il numero esatto dei Black Saints è sconosciuto, ma potenzialmente infinito visto che esistono numerose copie di ciascuna corazza (nel manga, infatti, esistono almeno due copie nere del Black Cloth del Dragone e svariate di quella della Fenice). Nell'Hypermyth, presente nell'artbook Cosmo Special, viene rivelato che queste armature sono opera di un alchimista ribellatosi ad Atena.

## Serie classica

### Black Four
I Black Four (暗黒四天王?, Burakku Fō ,  I quattro re celesti neri), cioè Black Swan, Black Andromeda, Black Dragon e Black Pegasus, sono le controparti negative di Hyoga, Shun, Shiryu e Seiya. Nel manga erano originariamente la guardia del corpo di Jango e di conseguenza i Black Saint più potenti. In seguito alla sconfitta del loro capo da parte di Ikki, però, decidono di mettersi al servizio di quest'ultimo e di seguirlo in Giappone per aiutarlo a recuperare il Gold Cloth del Sagittario. Nel manga, inoltre, i corpi di Black Swan, Black Andromeda e Black Dragon vengono utilizzati da Mu per ingannare i Silver Saints Misty, Moses, Asterion e Babel (inviati in Giappone a uccidere i cinque protagonisti), facendo loro credere di uccidere il Bronze Saint corrispondente.
Nella versione giapponese dell'anime i personaggi sono doppiati dalle stesse voci delle controparti buone, questa caratteristica rispettata nell'edizione italiana, differisce solo per Black Swan che inizialmente ha un'altra voce.

#### Black Swan
Black Swan (暗黒白鳥星座?, Burakku Swan), Cigno Nero nel doppiaggio televisivo italiano, è il Black Saint appartenente alla costellazione del Cigno e, di conseguenza, controparte malvagia di Hyoga (o Cristal). Fisicamente i due sono pressoché identici, tranne che per i capelli (Black Swan li ha scuri con tinte verdi, mentre Hyoga è biondo).
È il primo Black Saint ad affrontare Ikki sull'isola Death Queen (scontro apparso solo nel manga). Una volta che Ikki lo sconfigge e prende il comando dell'isola, Black Swan giura di servirlo fedelmente e di seguirlo in Giappone per aiutarlo a recuperare il Gold Cloth del Sagittario. Escludendo i Black Phoenix, Black Swan è il primo Black Saint a comparire nella serie, attaccando improvvisamente Shun, fratello di Ikki, per poi affrontare brevemente Hyoga. Lo scontro viene interrotto dall'arrivo degli altri Black Saints, che esortano il loro parigrado di seguirlo da Ikki. Giunto al cospetto di quest'ultimo, Black Swan riceve dal Saint della Fenice l'incarico di custodire le spalle del Gold Cloth del Sagittario, ma anche uccidere la sua controparte e conquistare i bracciali e i gambali dell'armatura.
Durante la battaglia finale sul Fuji (nell'anime la vicenda è spostata nella "Valle della Morte"), Black Swan viene sconfitto facilmente da Hyoga. Colpito dalla tecnica dell'avversario, l'"Aurora Thunder Attack", il Black Saint viene imprigionato quasi totalmente nel ghiaccio, salvo che per la testa e il braccio, che Hyoga ha lasciato liberi per dargli una possibilità di salvezza. Offeso da ciò e comunque disposto a morire per Ikki, Black Swan usa il braccio per strapparsi un occhio, nel quale ha memorizzato l'Aurora Thunder Attack, e lo teletrasporta a Ikki per permettergli di vedere (e prevedere) la tecnica del Saint del Cigno. In seguito, dopo che il monte Fuji viene colpito da un terremoto, causato da Misty della Lucertola, Mu modifica leggermente l'aspetto di Black Swan in modo da farlo confondere con Hyoga. Così facendo trae in inganno Babel del Centauro, facendogli credere di affrontare e di giustiziare il Bronze Saint del Cigno. Successivamente il corpo di Black Swan viene portato su una spiaggia da Babel e seppellito accanto alle tombe di Black Andromeda e Black Dragon.
Nell'adattamento anime realizzato negli anni ottanta le vicende che riguardano Black Swan sono state modificate. Dopo essere stato battuto da Hyoga, infatti, il Black Saint non si strappa l'occhio come nel manga, bensì il cigno del suo diadema, con cui aveva registrato l'Aurora Thunder Attack, e lo teletrasporta a Ikki. Subito dopo, il corpo del Black Saint esplode per lo sforzo eccessivo.
Il colpo principale di Black Swan è la Black Blizzard (黒吹雪?, Black Blizzard) (Tormenta nera nella prima edizione del manga e Polvere di Diamanti Nera nel doppiaggio italiano), tecnica molto simile alla Diamond Dust di Hyoga. A differenza di Hyoga che utilizza varie pose eleganti, Black Swan lancia direttamente il colpo che consiste in un getto di aria congelante che però congela solo lo strato in superficie del corpo nemico.
Black Swan indossa il Black Cloth (o Armatura nera) del Cigno, che corrisponde al primo Bronze Cloth indossato da Hyoga nella serie. Nel manga, l'armatura di Black Swan è identica in tutto e per tutto a quella di Hyoga, ma si differenzia da quest'ultima per il colore nero e per la minore resistenza. Copre una percentuale di corpo molto bassa, lasciando scoperte le gambe, i fianchi e parte del torace. Nell'anime gli animatori hanno deciso di modificare l'armatura di Hyoga. Di conseguenza, anche l'armatura di Black Swan ha subito delle modifiche per assomigliare a quella della sua controparte. Rispetto alla versione cartacea, la versione dell'anime ricopre più parti del corpo e presenta un gonnellino e degli schinieri (assenti nella versione del manga). L'unico elemento presente in entrambe le versioni è l'elmo a diadema.

#### Black Andromeda
Black Andromeda (暗黒アンドロメダ星座?, Burakku Andoromeda), Andromeda Nero nel doppiaggio televisivo italiano, è il Black Saint appartenente alla costellazione di Andromeda e, di conseguenza, controparte malvagia di Shun (o Andromeda). Nel manga, mentre tutti gli altri Black Four sono identici alla loro controparte, Black Andromeda è leggermente diverso da Shun (non hanno lo stesso taglio e lo stesso colore dei capelli), mentre nell'anime i due sono identici fisicamente in tutto e per tutto.
È il secondo Black Saint ad affrontare Ikki sull'isola Death Queen (scontro apparso solo nel manga). Una volta che Ikki lo sconfigge e prende il comando dell'isola, Black Andromeda giura di servirlo fedelmente e di seguirlo in Giappone per aiutarlo a recuperare il Gold Cloth del Sagittario. Nella serie compare per la prima volta quando, insieme con Black Dragon e Black Pegasus, interrompe lo scontro tra Hyoga e Black Swan per esortare quest'ultimo a seguirlo da Ikki. Proprio quest'ultimo affida a Black Andromeda l'incarico di custodire le spalle del Gold Cloth del Sagittario, ma anche uccidere la sua controparte e conquistare i bracciali e i gambali dell'armatura.
Durante la battaglia finale sul Fuji (nell'anime la vicenda è spostata nella "Valle della Morte"), Black Andromeda scende sul campo di battaglia per impedire a Shun di soccorrere Seiya, caduto nel burrone a causa delle ferite riportare dopo lo scontro con Black Pegasus. Attacca Shun con le sue catene nere, ma il Bronze Saint riesce a spezzarle e a uccidere facilmente la sua controparte. In seguito, dopo che il monte Fuji viene colpito da un terremoto, causato da Misty della Lucertola, Mu modifica leggermente l'aspetto di Black Andromeda in modo da farlo confondere con Shun. Così facendo trae in inganno Asterion dei Cani da Caccia, facendogli credere di aver giustiziato il Bronze Saint di Andromeda. Successivamente il corpo di Black Andromeda viene portato su una spiaggia da Asterion e seppellito accanto alle tombe di Black Swan e Black Dragon. Quest'ultima vicenda non è stata inclusa nell'adattamento anime realizzato negli anni ottanta.
Il colpo principale di Black Andromeda si chiama Black Fang Nebula (暗黒流牙星雲?, Black Fang Nebula) (Nebulosa delle Zanne Nere nella prima edizione del manga e Catene Nere nel doppiaggio italiano dell'anime), e consiste nel moltiplicare le sue catene trasformandole in serpenti neri, che avvolgono la vittima e la mordono per dissanguarla.
Black Andromeda indossa il Black Cloth (o Armatura nera) di Andromeda, che corrisponde al primo Bronze Cloth indossato da Shun nella serie. Nel manga, l'armatura di Black Andromeda è identica in tutto e per tutto a quella di Shun, ma si differenzia da quest'ultima per il colore nero e per la minore resistenza. Copre una percentuale di corpo molto bassa, lasciando scoperti buona parte del torace, i fianchi, parte delle braccia e quasi tutte le gambe. Nell'anime gli animatori hanno deciso di modificare l'armatura di Shun. Di conseguenza, anche l'armatura di Black Andromeda ha subito delle modifiche per assomigliare a quella della sua controparte. Rispetto alla versione cartacea, la versione dell'anime ricopre più parti del corpo, in quanto ha coprispalla molto grandi e protegge anche l'addome, lasciando però scoperto il bacino in quanto priva di cinturino. Nel manga, inoltre, Black Andromeda indossa un elmo a diadema, mentre nell'anime l'elmo è a casco, e quindi lascia scoperto solo il viso.

#### Black Dragon
Black Dragon (暗黒龍星座?, Burakku Dragon), Dragone Nero nel doppiaggio televisivo italiano, è il Black Saint appartenente alla costellazione del Dragone e, di conseguenza, controparte malvagia di Shiryu (o Sirio). Fisicamente i due sono pressoché identici, tranne che per alcune caratteristiche: Shiryu ha i capelli neri e gli occhi verdi, mentre Black Dragon ha i capelli color blu scuro e gli occhi celesti dai globi oculari completamente neri.
È il terzo Black Saint ad affrontare Ikki sull'isola Death Queen (scontro apparso solo nel manga). Una volta che Ikki lo sconfigge e prende il comando dell'isola, Black Dragon giura di servirlo fedelmente e di seguirlo in Giappone per aiutarlo a recuperare il Gold Cloth del Sagittario. Nella serie compare per la prima volta quando, insieme con Black Andromeda e Black Pegasus, interrompe lo scontro tra Hyoga e Black Swan per esortare quest'ultimo a seguirlo da Ikki. Proprio quest'ultimo affida a Black Dragon l'incarico di custodire il busto del Gold Cloth del Sagittario, ma anche uccidere la sua controparte e conquistare i bracciali e i gambali dell'armatura.
Durante la battaglia finale sul Fuji (nell'anime la vicenda è spostata nella "Valle della Morte"), Black Dragon affronta Shiryu, che, al termine di una dura battaglia, riesce a sconfiggerlo con il Rozan Shoryuha(nel manga Shiryu è in seria difficoltà contro Black Dragon per quasi tutto il duello, è solo con il colpo finale riesce a sconfiggerlo). Colpito dal coraggio e dallo spirito di sacrificio dell'avversario, ma soprattutto dal forte legame che lo unisce agli altri Bronze Saints, Black Dragon decide, a costo della vita, di salvare la vita a Shiryu, interrompendogli l'emorragia, per poi spegnersi serenamente tra le sue braccia. In seguito, dopo che il Fuji viene colpito da un terremoto, causato da Misty della Lucertola, Mu modifica leggermente l'aspetto di Black Dragon in modo da farlo confondere con Shiryu. Così facendo trae in inganno Moses della Balena, facendogli credere di aver giustiziato il Bronze Saint del Dragone. Successivamente il corpo di Black Dragon viene portato su una spiaggia da Moses e seppellito accanto alle tombe di Black Swan e Black Andromeda. Quest'ultima vicenda non è stata inclusa nell'adattamento anime realizzato negli anni ottanta.
Contrariamente ai suoi compagni, che vengono sconfitti facilmente dalle loro controparti, Black Dragon riesce a mettere in serie difficoltà Shiryu, dimostrando una forza superiore a quella dei normali Black Saints. Nel manga Black Dragon non ha un colpo segreto e combatte insieme con suo fratello gemello cieco, Fukuryū, che sfruttando gli altri sensi lo aiuta nei combattimenti al buio, tramite la telepatia. Nell'anime, invece, questo personaggio non esiste e Black Dragon possiede un colpo segreto, privo di nome. A differenza di quelli dei suoi compagni, il colpo di Black Dragon differisce molto da quello della sua controparte buona, poiché consiste nel concentrare la propria forza nel dito indice per poi volgerla verso l'avversario generando un'onda d'urto. Una possibile variante è quella di generare fiamme, ma la si vede solo nell'incubo che Ikki vede dopo aver ricevuto il Phoenix Genmaken, quindi non è chiaro se Black Dragon possa effettivamente farlo o meno.
Black Dragon indossa il Black Cloth (o Armatura nera) del Dragone, che corrisponde al primo Bronze Cloth indossato da Shiryu nella serie. Nel manga, l'armatura di Black Dragon è identica in tutto e per tutto a quella di Shiryu, ma si differenzia da quest'ultima per il colore nero e per la minore resistenza. Copre una percentuale di corpo molto bassa e possiede l'elmo a diadema. Nell'anime gli animatori hanno deciso di modificare l'armatura di Shiryu. Di conseguenza, anche l'armatura di Black Dragon ha subito delle modifiche per assomigliare a quella della sua controparte. Rispetto alla versione cartacea, la versione dell'anime ricopre più parti del corpo e presenta un elmo a casco a forma di testa di drago e un gonnellino (assenti nella versione del manga).

#### Black Pegasus
Black Pegasus (暗黒天馬星座?, Burakku Pegasus), Pegasus Nero nel doppiaggio televisivo italiano, è il Black Saint appartenente alla costellazione di Pegaso e, di conseguenza, controparte malvagia di Seiya (o Pegasus). Fisicamente i due sono pressoché identici, tranne che per la pelle scura e i capelli (Black Pegasus li ha bianchi nel manga e neri nell'anime, mentre quelli di Seiya sono castani).
È l'ultimo Black Saint ad affrontare Ikki sull'isola Death Queen (scontro apparso solo nel manga). Una volta che Ikki lo sconfigge e prende il comando dell'isola, Black Pegasus giura di servirlo fedelmente e di seguirlo in Giappone per aiutarlo a recuperare il Gold Cloth del Sagittario. Nella serie compare per la prima volta quando, insieme con Black Andromeda e Black Dragon, interrompe lo scontro tra Hyoga e Black Swan per esortare quest'ultimo a seguirlo da Ikki. Proprio quest'ultimo affida a Black Pegasus l'incarico di custodire i fianchi del Gold Cloth del Sagittario, ma anche uccidere la sua controparte e conquistare i bracciali e i gambali dell'armatura.
Durante la battaglia finale sul Fuji (nell'anime la vicenda è spostata nella "Valle della Morte"), Black Pegasus è il primo Black Saint a scendere sul campo di battaglia, palesandosi di fronte a Seiya e colpendolo con il Black Ryuseiken. Il colpo sembra non avere effetto su Seiya, che contrattacca con il suo Pegasus Ryuseiken, travolgendo in pieno Black Pegasus, che viene ferito a morte. Prima di morire, il Black Saint avverte la sua controparte che presto morirà tra atroci sofferenze a causa degli effetti della sua tecnica. Poco dopo, come aveva predetto Black Pegasus, il corpo di Seiya viene ricoperto da macchie nere e il Bronze Saint inizia a sentirsi male, con vertigini e affaticamento. Sempre più debole, Seiya perde l'equilibrio e cade in un crepaccio. A un passo dalla morte, il Saint di Pegaso verrà poi soccorso da Shun, che lo porta fuori dal burrone con le sue catene, e guarito da Shiryu.
Il colpo principale di Black Pegasus è il Black Ryuseiken (暗黒流星拳?, Black Ryuseiken) (Pugno di Pegasus Nero nella prima edizione del manga e Fulmine di Pegasus Nero nel doppiaggio italiano dell'anime). Esteticamente è simile al Pegasus Ryuseiken di Seiya, ma gli effetti sono diversi, visto che ha il potere di oscurare i punti dominanti del bersaglio. Sul corpo di ogni Saint infatti vi sono dei punti particolari, disposti come le stelle della costellazione corrispondente, chiamati "punti dominanti". L'oscuramento di questi punti causa una morte lenta e atroce. Quando il colpo di Black Pegasus va a segno, inizialmente non c'è alcun effetto, ma ben presto i punti dominanti iniziano a far male, come se stessero bruciando, e contemporaneamente la vittima si sente soffocare. Lentamente, sui punti dominanti si formano delle macchie nere, che diventano sempre più grandi, fino a coprire completamente la superficie corporea. Quando il corpo è completamente nero, sopraggiunge la morte. L'unico modo per annullare questa tecnica è colpire di nuovo i punti dominanti, riattivandoli e facendo uscire il sangue, ormai divenuto nero. Il nome originale della tecnica "tradizionale" è Black Ryuseiken, mentre la variante si chiama Kokushiken (暗黒死拳? letteralmente Pugno della Morte Nera).
Black Pegasus indossa il Black Cloth (o Armatura nera) del Pegaso, che corrisponde al primo Bronze Cloth indossato da Seiya nella serie. Nel manga, l'armatura di Black Pegasus è identica in tutto e per tutto a quella di Seiya, ma si differenzia da quest'ultima per il colore nero e per la minore resistenza. Copre una percentuale di corpo molto bassa e possiede l'elmo a diadema. Nell'anime gli animatori hanno deciso di modificare l'armatura di Seiya. Di conseguenza, anche l'armatura di Black Pegasus ha subito delle modifiche per assomigliare a quella della sua controparte. Rispetto alla versione cartacea, la versione dell'anime ricopre più parti del corpo e presenta un elmo a casco a forma di testa di cavallo e un gonnellino (assenti nella versione del manga). È interessante notare che nel manga Black Pegasus e Seiya indossano armature differenti al momento del loro scontro: il primo indossa il suo normale Black Cloth, mentre il secondo non indossa più la prima versione del suo Bronze Cloth, bensì un'evoluzione successiva creata da Mu usando il sangue di Shiryu. Nell'anime, invece, i due guerrieri indossano due armature del tutto identiche, eccetto ovviamente che per il colore.

### Guilty
Guilty (ギルティー?) è il maestro di Ikki, nonché il guardiano dell'isola Death Queen. Si tratta di un uomo misterioso, dai capelli bianchi (neri nel manga) e il corpo ricoperto di cicatrici, di cui non si conosce né il viso (coperto da una maschera che ricorda il volto del demone indonesiano Rangda), né le origini. Il suo nome, che significa "colpevole" in inglese, non viene mai rivelato nella serie, ma compare solamente nella enciclopedia Taizen.
Il personaggio compare solo nei flashback di Ikki, nel quale lo si vede addestrare il futuro Bronze Saint della Fenice. L'obbiettivo di Guilty è quello di spronare Ikki a odiare il prossimo, trasformandolo in un guerriero privo di compassione e sentimenti. Per alimentare l'odio dell'allievo, Guilty non solo lo sottopone a un allenamento violento e brutale, ma gli rivela anche le sue origini e il suo legame di parentela con Mitsumasa Kido (nel manga, infatti, Kido è il padre di tutti gli orfani inviati in giro per il mondo per diventare Saints). Dopo sei anni di allenamento, Ikki deve affrontare l'ultimo ostacolo per diventare Saint: uccidere il suo maestro in duello all'ultimo sangue. Nonostante vinca, il giovane guerriero è ancora incapace di uccidere qualcuno e decide di risparmiare l'insegnante. Rimproverandolo per la sua debolezza, Guilty colpisce mortalmente Esmeralda, la ragazza amata da Ikki, scatenando la rabbia di quest'ultimo. Assetato di vendetta, l'aspirante Saint si scaglia sul maestro e lo uccide con un violento colpo al cuore. Prima di morire, Guilty, finalmente soddisfatto, dice all'allievo che ora rinascerà come Saint della Fenice, e che in futuro non dovrà più versare alcuna lacrima.
Nell'adattamento anime realizzato negli anni ottanta, le vicende dedicate a Guilty sono state leggermente modificate, visto che viene presentato come il padre di Esmeralda (che nel manga è solo la schiava di un contadino dell'isola). Parlando con Ikki, Esmeralda racconta che suo padre era in origine un uomo giusto e rispettato, ma, dopo un pellegrinaggio al Grande Tempio, tornò trasformato e con indosso una maschera, e che sarebbe proprio essa la ragione del suo malvagio comportamento. Sebbene l'anime non lo dica esplicitamente è probabile che Guilty sia stato soggiogato mentalmente dal Genro Maoken del Sacerdote.
Nel fumetto "Saint Seiya: Time Odyssey"  viene rivelato che il vero nome di Guilty è Jorge e che era il Silver Saint della costellazione della Fornace. Un giorno venne convocato al Grande Tempio dal Grande Sacerdote che gli ordinò di addestrare il futuro Saint della Fenice con allenamenti durissimi e volti all'odio e al rancore. Jorge si rifiutò, venendo prima torturato da Death Mask del Cancro e poi soggiogato mentalmente dal Grande Sacerdote. Quest'ultimo gli impose di indossare una maschera e lo ribattezzò con il nome di Guilty, cioè colpevole. Diventato un traditore agli occhi del Grande Tempio, Guilty venne ferito da Shura del Capricorno, ma riuscì ugualmente a tornare sull'isola Death Queen per compiere il suo destino: allenare Ikki.
Guilty non è un Black Saint, bensì è il guardiano dell'isola Death Queen. Il suo compito, come rivelato nell'enciclopedia Taizen, è quello di impedire ai Black Saints di uscire nel mondo esterno (incarico simboleggiato dalla maschera che indossa). Sempre nella Taizen, inoltre, Guilty viene classificato come "Saint misterioso" e, di conseguenza, non si conosce né la sua costellazione né la sua casta d'appartenenza. anche se nel Jump Gold Selection N.º 1 viene specificato che Guilty sia stato in precedenza un Saint della Fenice.
Nell'Hypermyth, presente nell'artbook Cosmo Special, inoltre, viene detto che Guilty sarebbe un inviato del Grande Tempio abbastanza forte da tenere a bada i Black Saint ma non così potente che per il Grande Tempio stesso sarebbe un problema privarsene.

#### Jango
Jango (ジャンゴ?) è l'arrogante leader dei Black Saints e pretendente al Bronze Cloth della Fenice, che tuttavia non è mai riuscito a conquistare. Quando Ikki uccide Guilty e reclama l'armatura, Jango tenta di impedirglielo, scagliandogli contro i Black Four. Nonostante l'inferiorità numerica, Ikki sconfigge i quattro Black Saints e, poco dopo, uccide lo stesso Jango, succedendogli in seguito come nuovo sovrano dell'isola Death Queen.
Nell'adattamento anime realizzato negli anni ottanta, le vicende dedicate a Jango sono state completamente modificate. Il personaggio, infatti, è assente al momento dell'"investitura" di Ikki e compare solo dopo che il Saint della Fenice, ormai passato dalla parte di Atena, decide di ritornare sulla Death Queen. Nel periodo di assenza di Ikki dall'isola, Jango si è autoproclamato nuovo leader dei Black Saints e, in accordo con il Grande Sacerdote, decide di tendere un'imboscata al Saint della Fenice. Dopo aver sconfitto alcuni Black Saints, compreso la sua controparte, Black Phoenix, Ikki si ritrova faccia a faccia con Jango. Il capo dei Black Saints tenta di opporre resistenza, ma viene sconfitto dal Phoenix Genmaken, morendo poco dopo. Poco dopo, il Grande Sacerdote fa esplodere e inabissare l'isola Death Queen, perdendo per sempre le spoglie di Jango.
Differentemente dall'edizione giapponese, il doppiaggio italiano dell'anime ha approfondito il passato di Jango, rivelando che era stato cresciuto da un capo della malavita giapponese. Fu proprio quest'ultimo a inviare il guerriero sulla Death Queen, allo scopo di farlo diventare un sicario ai suoi ordini. Tuttavia, una volta ottenuto il controllo dei Black Saints, Jango preferì non tornare in Giappone, ma di regnare incontrastato sull'isola.
Nonostante sia il leader dei Black Saints e sia dotato di una forza sovrumana, Jango è inferiore ai Black Four (cosa rivelata da Ikki nel manga). Inoltre non possiede un Cloth, visto che indossa solo una specie di ibrido tra una corazza e le protezioni indossate dai soldati semplici. La sua tecnica principale è il Death Queen Inferno (デスクィーンインフェルノ?) (Inferno dell'Isola Nera nella traduzione Granata del manga e Pugno Infuocato nel doppiaggio italiano dell'anime), con cui, sferrando il pugno, Jango scatena una spirale di fiamme con cui avvolge il nemico.

### Black Saints minori

#### I Black Phoenix
I Black Phoenix (ブラックフェニックス?,  Burakku Fenikkusu) sono le "ombre di Ikki", cioè sottoposti di quest'ultimo che indossano delle copie nere del Bronze Cloth della Fenice. Di conseguenza non si tratta di veri e propri Black Saints, ma solo di soldati semplici, privi di colpi segreti. Nel manga ne compaiono cinque, mentre nell'anime sono inizialmente sei, per poi aumentare di numero nelle scene successive.
Compaiono durante le Galaxian Wars, aiutando Ikki a rubare i pezzi del Gold Cloth del Sagittario. Alcuni di loro vengono sconfitti dai quattro Bronze Saints protagonisti, mentre i restanti riescono a consegnare alcuni pezzi del Gold Cloth nelle mani di Ikki.
I Black Phoenix indossano delle copie nere (Black Cloths o Armature nere) identiche al primo Bronze Cloth di Ikki nella serie. Nel manga, le armature dei Black Phoenix sono identiche in tutto e per tutto a quella di Ikki, eccetto per il colore nero e per la minore resistenza. Coprono una percentuale di corpo molto bassa, lasciando scoperte le gambe, la testa e il torace, e possiedono l'elmo a diadema. Nell'anime gli animatori hanno deciso di modificare l'armatura di Ikki. Di conseguenza, anche le armature dei Black Phoenix hanno subito delle modifiche. Rispetto alla versione cartacea, nell'anime le armature dei Black Phoenix ricoprono più parti del corpo e presentano l'elmo a casco e un gonnellino (assenti nella versione del manga). L'origine di queste armature è rivelata soltanto nell'Hypermyth, e mai nel manga vero e proprio. In pratica, le armature dei Black Phoenix sono il frutto dei tentativi degli alchimisti della Death Queen di replicare l'armatura della Fenice, l'unica originale esistente sull'isola.

#### Drago nascosto
Il Drago nascosto (ブラックドラゴン?, Fukuryū) o Dragone ombra nelle traduzioni italiane del manga, è il fratello gemello cieco di Black Dragon, che indossa un'armatura simile alla sua e che lo aiuta nei combattimenti al buio, tramite la telepatia. Black Dragon tiene segreta la presenza del fratello, in modo da sfruttarlo come arma segreta, ma Shiryu, grazie a un avvertimento di Shun, riesce a intuire il trucco, uccidendo Fukuryu.
Il fatto che questo secondo Black Dragon muoia con un pugno solo indica che era molto più debole del fratello. La sua armatura invece implica l'esistenza di due Black Cloth del Dragone, suggerendo che lo stesso sia possibile anche per altre.
Differentemente dal manga, nell'anime questo personaggio non esiste, anche perché lo scontro tra Black Dragon e Shiryu si svolge all'aperto e non nel buio di una caverna.

#### Black Phoenix
Black Phoenix (暗黒鳳凰星座?, Burakku Phoenix), Phoenix Nero nel doppiaggio televisivo italiano, è il Black Saint appartenente alla costellazione della Fenice e, di conseguenza, controparte malvagia di Ikki (o Phoenix). Identico in tutto e per tutto a quest'ultimo, Black Phoenix compare solo nell'anime classico e non è da confondere con i Black Phoenix, ovvero le "ombre di Ikki", apparsi al momento del furto del Gold Cloth del Sagittario. È doppiato da Michihiro Ikemizu nella versione giapponese e da Tony Fuochi in quella italiana.
Dopo la partenza di Ikki per il Giappone e la conquista dell'isola Death Queen da parte di Jango, Black Phoenix si schiera dalla parte di quest'ultimo e decide di aiutare il suo superiore a tendere un'imboscata al Saint della Fenice. Quando Ikki ritorna sull'isola, Black Phoenix lo affronta e, approfittando che il suo avversario non indossa l'armatura, riesce a metterlo in difficoltà con il suo colpo segreto. Prossimo alla sconfitta, Ikki ricorda Esmeralda, la ragazza che amava, e trova la forza per liberarsi dalla tecnica nemica. Poi, indossata l'armatura, uccide facilmente Black Phoenix, colpendolo prima con l'Hoyoku Tensho e poi finendolo con il Phoenix Genmaken. Poco dopo, il Grande Sacerdote fa esplodere e inabissare l'isola Death Queen, perdendo per sempre le spoglie di Black Phoenix.
Il colpo principale di Black Phoenix è il Black Phoenix Genmaken (暗黒鳳凰幻魔拳 (あんこくほうおうげんまけ)?, Ankoku Hoo Gen Ma Ken), ovvero una versione alternativa del Phoenix Genmaken di Ikki. Si tratta di un colpo mentale con il quale Black Phoenix strangola l'avversario dopo averlo confuso con un'illusione di una enorme fenice nera che lo artiglia alla gola.
Black Phoenix indossa il Black Cloth (o Armatura nera) della Fenice, che corrisponde al primo Bronze Cloth indossato da Ikki nell'anime. Le due armature sono pressoché identiche, ma quella di Black Phoenix si differenzia per il colore nero e per la minore resistenza. Da notare che l'elmo di Black Phoenix è sempre dotato di visiera, simile a quella che Ikki stesso indossa alla sua prima apparizione nell'anime.

#### Altri
Nel manga, prima di impadronirsi sul Bronze Cloth della Fenice, Ikki viene attaccato da alcuni Black Saints (almeno sei) al servizio di Jango. Tra questi sono riconoscibili i Black Saints con indosso le Black Cloths della Balena e del Corvo. 
Sempre nel manga classico ci sono due immagini dove vengono mostrati, nascosti nell'ombra, almeno 20 Black Saint con vari tipi di armature.
Nell'anime, ci sono anche altri Black Saints (almeno altri sei) al servizio di Jango sulla Death Queen. Questi ultimi attaccano Ikki al suo ritorno sull'isola, venendo sconfitti in breve tempo. Tre di questi Black Saints sono chiamati in originale gli Ankoku Three (三暗黒?, Tre Neri) che possiedono un attacco di gruppo chiamato Ankoku Retsuga Mafū Ken (暗黒烈牙魔風拳?) (nel doppiaggio italiano Colpo della Regina Nera), che consiste in un semplice graffiare, tramite gli artigli di cui sono dotate le loro armature.
Nel racconto riempitivo in continuità con l'anime intitolato "Andromeda e Phoenix", scritto dallo sceneggiatore Takao Koyama, compaiono altri Black Saints, più precisamente le nuove controparti malvagie dei cinque protagonisti:
- Kenuma, il nuovo Black Pegasus
- Ritahoa, il nuovo Black Phoenix
- Il nuovo Black Andromeda
- Zido, il nuovo Black Swan
- Shinadekuro, il nuovo Black Dragon

Il videogioco per PlayStation 3 I Cavalieri dello zodiaco - La Battaglia del Santuario del 2011 introduce poi i seguenti Black Saints, controparti di quelli d'argento:
- Black Lizard (due gemelli, controparti di Misty della Lucertola)
- Black Ophiucus (controparte di Shaina)
- Black Eagle (controparte di Marin)
- Black Chameleon (controparte di June)

## Saint Seiya - I Cavalieri dello zodiaco CGI - Knights of the Zodiac CGI
In Saint Seiya - I Cavalieri dello zodiaco, remake in CGI della serie classica ma anche serie originale Netflix, i Cavalieri Neri non sono i sosia malvagi dei protagonisti, ma sono un gruppo(una decina) di guerrieri rinnegati che indossano delle armature nere meccaniche dotate di alcuni poteri(come per esempio la capacità di lanciare raggi simili a potenti raggi laser, oppure creare dei campi di forza protettivi(delle barriere protettive) che proteggono dai colpi e dalle armi degli avversari, ecc...) che derivano dalla tecnologia molto avanzata che hanno ricevuto da Vander Guraad, ex collega di Alman di Thule che intende sfruttare i poteri dei Saint per i suoi scopi malvagi.
- Fra di loro vi è anche  Cassios, il guerriero affrontato da Seiya per il possesso dell'armatura, che utilizza un Black Cloth meccanico con i suoi poteri.

## Lost Canvas
Questi personaggi appaiono solo in un Gaiden di Lost Canvas é in nessun altro spinoff o opera del franchising, è non hanno nessun legame con altri personaggi di altre opere di Saint Seiya. 
Nel manga non canonico, Lost Canvas Extra, più precisamente nella serie di capitoli dedicato a Manigoldo, Gold Saint del Cancro, quest'ultimo si trova ad affrontare un gruppo di Black Saints che hanno stabilito la loro base a Venezia. Questo gruppo è costituito da cinque elementi, capeggiati da Don Avido, che li ha dotati di versioni modificate delle Black Cloth originali. Sembra che ciascuno di essi abbia un vizio in particolare.
- Alegre (アレグレ?, Aregure) è il Black Saint della Balena. Il suo vizio è la gola: adora bere alcolici, e persino la sua tecnica sembra sfruttarli.
- Rusé (リュゼ?, Ryuze) è il Black Saint del Corvo. Il suo vizio è la superbia e, in particolare, è affetto da uno spiccato narcisismo e sarà proprio sfruttando questo elemento che il cavaliere dei Pesci ne avrà ragione.
- Laimargos (レマルゴス (Remarugosu?) è il Black Saint di Ercole. Il suo vizio è la gola.
- Yudo (ユド (Yudo?) è il Black Saint dei Cani da Caccia. I suoi vizi solo l'avidità e la lussuria.

### Don Avido
Avido (アヴィド?), conosciuto anche come Don Avido o Avido del Black Altar (暗黒祭壇星座のアヴィド?, Burakku Arutā no Avido), è il leader dei Black Saints nel XVIII secolo. Black Saints dell'Altare e, di conseguenza, controparte malvagia di Hakurei. Identico in tutto e per tutto a quest'ultimo, Avido si differenzia dal suo opposto per essere cieco all'occhio sinistro, che presenta una cicatrice, e per una personalità avida. Come il suo nome lascia intendere, infatti, egli ama più di ogni cosa al mondo il denaro e ne possiede in grandi quantità nella villa che usa come quartier generale, al punto da dormirci assieme. Molto sicuro e presuntuoso, ritiene il Grande Tempio e i suoi abitanti troppo noiosi, affermando che in quel luogo manchino "bacco, tabacco e venere", cioè 3 grandi vizi (alcol, fumo e donne).
Dopo la sconfitta dei suoi uomini da parte di Manigoldo e Albafica, affronta personalmente il Gold Saint del Cancro, dimostrando una schiacciante superiorità, tant'è che non necessita nemmeno di indossare la sua armatura. Alla fine Manigoldo riuscirà a sconfiggerlo e a liberare tutte le anime che ha imprigionato, spedendolo nella valle di Ade, dove, insieme con il suo maestro Sage, sfideranno Avido assieme; questi però deciderà di farla finita da solo, lasciandosi precipitare verso il regno di Ade.
Addestrato per essere il prossimo Silver Saint dell'Altare (di cui possiede la Black Cloth), si dimostra molto potente e abile, anche se unicamente nell'utilizzo di poteri basati sulla manipolazione delle anime, di cui sa traslare la sua e usarla per comunicare a distanza (arriva persino a insinuarsi nella 13 casa del grande tempio). Con le anime sembra poter fare tutto, difatti le usa per bruciare i suoi sigari e con esse trasforma i ruderi della periferia di Venezia nella sua villa.
- Onda Infernale del Tsei She Ke (積尸気冥界波?, Sekishiki[26] Meikai Ha, nota anche come Strati di Spirito): creando una torsione spazio-temporale-gravitazionale, riesce forzatamente a separare l'anima dal corpo del nemico e a spedirla nello Yomotsu Hirasaka (il limbo di Ade, ovvero l'anticamera del mondo dei morti). L'anima, intrappolata in questo luogo, non può sfuggirvi e prende la via definitiva per il mondo dei morti. Avido è capace di viaggiare con il suo corpo tra la terra e il limbo, potendo così anche attaccare l'anima del nemico, ove ce ne fosse bisogno. Il nome di questo colpo deriva dall'ammasso stellare Praesepe nella costellazione del Cancro, che nella mitologia cinese è considerato la porta d'accesso al mondo degli spiriti in cui confluiscono i fuochi fatui. Il colpo permette quindi guidare le anime attraverso tale foro.
- Celeste Fiamma Demoniaca dello Tsei She Ke (積尸気鬼蒼焔?, Sekishiki Kisouen): si tratta di un attacco che genera un fuoco fatuo che brucia le creature spirituali.
- Onda della Sepoltura spirituale dello Tsei She Ke (積尸気魂葬波?, Sekishiki Konsoha): è un attacco simile alla Celeste Fiamma Demoniaca, che però consiste nel far esplodere gli spiriti.